# Шики (Новгородская область)
Шики — деревня в Марёвском муниципальном районе Новгородской области, входит в состав Моисеевского сельского поселения.
Деревня расположена на реке Марёвка, юго-западнее деревни Борисово, неподалёку к юго-востоку расположены центр поселения деревня Моисеево и райцентр село Марёво. Ниже по течению Марёвки, в 2 км северо-западнее Шик находится деревня Красный Бор. В деревне Шики есть одна улица — Зелёная. Площадь относящихся к деревне земель — 24,6 га.

## История
Население деревни Шики по переписи населения 1926 года — 100 человек. До 31 июля 1927 года деревня в составе Моисеевской волости Демянского уезда Новгородской губернии РСФСР, а затем с 1 августа в составе Моисеевского сельсовета Молвотицкого района Новгородского округа Ленинградской области. С ноября 1928 года в составе Марёвского сельсовета. По постановлению ЦИК и СНК СССР от 23 июля 1930 года Новгородский округ был упразднён, а район перешёл в прямое подчинение Леноблисполкому. С 6 сентября 1941 года до 1942…1943 гг. Молвотицкий район был оккупирован немецко-фашистскими войсками. Указом Президиума Верховного Совета РСФСР от 19 февраля 1944 года райцентр Молвотицкого района был перенесён из села Молвотицы в село Марёво. Указом Президиума Верховного Совета СССР от 5 июля 1944 года была образована Новгородская область и Молвотицкий район вошёл в её состав.
Во время неудавшейся всесоюзной реформы по делению на сельские и промышленные районы и парторганизации, в соответствии с решениями ноябрьского (1962 года) пленума ЦК КПСС «о перестройке партийного руководства народным хозяйством» с 10 декабря 1962 года был образован крупный Демянский сельский район, а административный Молвотицкий район 1 февраля 1963 года был упразднён. Марёвский сельсовет тогда вошёл в состав Демянского сельского района. Пленум ЦК КПСС, состоявшийся 16 ноября 1964 года, восстановил прежний принцип партийного руководства народным хозяйством, после чего Указом Верховного Совета РСФСР от 12 января 1965 года сельские районы были преобразованы вновь в административные районы, и решением Новгородского облисполкома № 6 от 14 января 1965 года Марёвский сельсовет и деревня в Демянском районе. В соответствии с решением Новгородского облисполкома № 706 от 31 декабря 1966 года Марёвский сельсовет и деревня из Демянского района были переданы во вновь созданный Марёвский район.
До осени 1984 года деревня Шики в составе Марёвского сельсовета Марёвского района. В соответствии с решением Новгородского облисполкома № 392 от 12 сентября 1984 года деревня вошла в состав новообразованного Моисеевского сельсовета с центром в деревне Моисеево. По результатам муниципальной реформы деревня входит в состав муниципального образования — Моисеевское сельское поселение Марёвского муниципального района (местное самоуправление), по административно-территориальному устройству подчинена администрации Моисеевского сельского поселения Марёвского района.

## Население
| 2010 | 2011 | 2012 | 2013 | 2014 | 2015 | 2016 |
| ---- | ---- | ---- | ---- | ---- | ---- | ---- |
| 22   | ↗24  | ↘21  | ↗23  | ↗25  | ↘23  | ↘21  |